# شنال ساري خان
شنال ساري خان (بالتركية: Şenal Sarıhan) هي محامية تركية، نسوية، وناشطة في مجال حقوق المرأة. حصلت على جائزة روبرت كينيدى عام 1997 وشاركها الجائزة زميلها المحامي سيزجين تانريكولو. تمنح هذة الجائزة كل عام للأشخاص أصحاب النشاط الشجاع الذي يكون في صميم حركة حقوق الأنسان ويتناسب مع روح ورؤية روبرت كينيدى.
و كانت شنال ساري خان معلمة في الأصل، وكانت عضوة نشطة في أتحاد المعلمين الأتراك، وأنضمت إلى اللجنة التنفيذية عام 1974، وكتبت مقالات في الجريدة الخاصة بأتحاد المعلمين الأتراك. وبسبب تلك المقالات حكم عليها بالسجن لمدة 22 عاماً في 1971 ولكن تم اطلاق سراحها عقب تغيير الحكومة في 1974. و عقب اطلاق سراحها بدأت تحضر درجة علمية في القانون حتى تخرجت عام 1976. و تخصصت في مجال حقوق الإنسان والدفاع عن النشطاء والمثقفين. تم سجنها مرة أخرى عام 1980 لمدة 35 عاما بتهمة تبنى وجهات النظر المعادية للدولة في مقالاتها الصحفية.
و في عام 1986 أسست أتحاد المحاميين المعاصرين وتولت رئاسته. و بعد عشر سنوات أسست أتحاد المرأة المعاصرة لتطالب بحقوق المرأة. في عام 1998 قادت المطالبات باستقالة وزيرة من مجلس الوزراء عقب تصريحها في لقاء صحفى عن حق إجراء كشف العذرية.
كانت ساري خان معارضه نشطة للعديد من مقترحات حكومة رجب طيب أردوغان، لأنها كانت تهاجم حقوق المرأة. و عارضت قانون مكافحة الزنا عام 2004 معقبةً أن القانون سيفعل بشكل مباشر ضد المرأة. و في عام 2007 قادت الأحتجاجات ضد حزب رجب طيب أردوغان خوفاً من تفعيل قانون الشريعة. وتم إسقاط خطط الحكومة في تفعيل القانون لوقت لاحق. في العام التالى قامت بتنظيم مسيرة تضم حوالى 40,000 شخص للمطالبة برفع الحظر المفروض على الحجاب في الجامعات. و هي ايضاً عضوة في حزب الشعب الجمهورى.